# Теодор Газа
Теодор Газа (на гръцки: Θεόδωρος Γαζής; на италиански: Teodoro Gaza; на латински: Theodorus Gazes;), известен с прякора Солунчанин (на гръцки: Θεσαλλονικεύς, на латински: Thessalonicensis) е виден гръцки гръцки учен от XV век, хуманист, преводач на Аристотел.

## Биография
Роден е във видно гръцко семейство в 1398 година в Солун, който тогава е в османски ръце.
През 1422/1423 г. той отива вероятно да следва в Константинопол, където преди 1427 г. работи като копист на Vat. gr. 1334 на хуманиста Франческо Филелфо.
След като Солун, върнат на Византия в 1403 година, е повторно завладян от османците в 1430 г., Газа бяга в Италия в 1340 г.
През 1440 г. пристига в Италия с множество гръцки преписи, където през Палермо и Пиза пристига в Павия, за да следва вероятно медицина. През 1442 г. той е копист за Филелфо в Милано. Фиелфо му поръчва да напише история на турците. През 1443 г. Газа отива в Мантуа при Виторино да Фелтре, за да преподава гръцки и да научи по-добре латински. През 1446 г. Джовани Ауриспа го взема във Ферара. Там той става професор по гръцки език на новооснования университет Ферара, и междудругото продължава да учи и медицина. През 1448–1449 г. е избран за ректор. Отказва покана да отиде във Флоренция, понеже иска скоро да се върне в родината си.
През първите месеци на 1450 г. Газа отива в Рим. Там той е в групата на водещите хуманисти, на които папа Николай V дава да преведат древните гръцки писатели. Той е приет и в кръга на учените около кардинал Весарион. След смъртта на папа Николай V той отива в двора на Неапол. След смъртта на крал Алфонсо I от Неапол Газа се оттегля в Диоцез Поликастро. В манастира Сан Джовани той е прокуратор на Весарион. От 1467 г. той е отново в Рим. След смъртта на Весарион неговото финансово положение става все по-критично, понеже не получава очакваната подкрепа от Сикст IV. Затова през 1474 г. той се оттегля отново в Кампания.
Други източници дават дата на раждане окоол 1400 г. и дата на смърт 1478 г.
Той си пише и с приятеля си Георгий Хрисоцок. След неговата смърт неговите книги чрез завещание получава през 1477 г. Димитрий Халкокондил.
Газа прави чрез преводи и изследвания произведенията на Аристотел известни. Той превежда също Теофраст и Хипократ на латински, също Цицерон от латински на гръцки.
На него е наречено цветето Газания (от гръцкото газа = богат), понеже превел ботаническите произведения на Теофраст.

## Произведения
- THEODORI || Gazae Thessalonicensis, Gramma-||ticae institutionis libri duo, nempe || Primus & Secundus, sic translati per || ERASMVM ROTERODAMVM,|| ac titulis & annotatiunculis explana/||ti, ut citra negotium & percipi queãt || & teneri. IIDEM Graece ... || COLLOQVIORVM FAMILIA-||rium incerto autore libellus Graece & || Latine ... || nũ#[qua...] antehac typis excusus.|| - Basel: Johann Froben, 1516. Digital, Universitäts- und Landesbibliothek Düsseldorf